# 街頭犯罪
街頭犯罪（がいとうはんざい）とは、主に街頭にて発生する犯罪の総称。

## 分類
街頭犯罪に分類されるものは以下の通り。
- 車上狙い
- 自転車盗
- 自動車盗
- 路上強盗
- スリ
- 自販機荒らし
- ひったくり
- 落書き
- 恐喝
- 公共物の汚損・破壊

## 街頭犯罪八種
犯罪認知件数の多い代表的な街頭犯罪
- ひったくり
- 路上強盗
- 自動車盗
- オートバイ盗
- 自転車盗
- 車上ねらい
- 部品ねらい
- 自販機ねらい